# Elizabeth Bowen

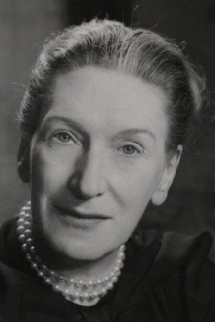
Elizabeth Bowen (1960er)

Elizabeth Dorothea Cole Bowen (* 7. Juni 1899 in  Dublin; † 22. Februar 1973 in London) war eine irische Schriftstellerin.

## Leben
Nach der psychischen Erkrankung ihres Vaters zog sie im Alter von sieben Jahren mit ihrer Mutter nach England. Ihre Mutter verstarb 1912 an den Folgen einer Krebserkrankung; Elizabeth wurde nach der Erkrankung und dem frühen Tod ihrer Mutter von ihren Tanten aufgezogen. Ihr erstes Buch, Encounters erschien 1923.  Von 1940 bis 1952 lebte sie in Dublin, zog danach jedoch wieder nach England.
Bowen entstammte einer protestantischen, anglo-irischen Familie, die die Sommer auf dem Familiensitz Bowen’s Court in der Nähe von Cork, die Winter in Dublin verbrachte. Neben ihren Aufenthalten in Bowen’s Court lebte Elizabeth Bowen allerdings überwiegend in England. Nicht zuletzt aufgrund ihrer Herkunft aus der anglo-irischen Oberschicht, die Irland stets als Teil der größeren englischsprachigen Welt sah, nimmt sie in der irischen Literatur des 20. Jahrhunderts insofern eine Sonderstellung ein. Viele ihrer Kurzgeschichten wie auch einige ihrer Romane spiegeln deutlich diese Zwischenstellung zwischen den beiden Welten Irlands und Englands, die sich während ihres Lebens immer weiter voneinander entfernten.
Das Bewusstsein, einer untergehenden Gesellschaftsschicht anzugehören, prägte ihr Leben und Werk ebenso wie ihre eigene prekäre Familiensituation, die durch die Krebserkrankung und den frühen Tod ihrer Mutter, die psychischen Krisen ihres Vaters sowie den Verkauf und Abriss von Bowen’s Court gekennzeichnet war. So stellt sie in ihrem Werk häufig psychische Grenzsituationen dar; in der Kurzgeschichte Sunday Afternoon aus dem Sammelband The Demon Lover and Other Stories (1945) wird der Konflikt zwischen englischer Alltagswirklichkeit und der dekadenten Lebenssituation der irischen Aristokratie zusätzlich verschärft durch die Kriegssituation und Bombenangriffe während des Zweiten Weltkriegs. Das in dieser Geschichte geschilderte Familientreffen auf dem irischen Landsitz ist bestimmt durch die Angst, aber auch Verständnislosigkeit und emotionale Kälte der Familienmitglieder. Henry, dessen Wohnung in London zerstört wurde und der nur gerade noch überleben konnte, wirkt wie ein Fremder aus einer anderen Welt.
Der Schwerpunkt der Romane Bowens liegt vor allem auf der kritischen Auseinandersetzung mit der gehobenen britischen Gesellschaft, deren Zerfall sie beschreibt. Der Verfall der gesellschaftlichen Rahmenbedingungen spiegelt sich in der Welt ihrer Erzählfiguren wider mit rast- und ziellosen Gestalten, die häufig Sinn- und Beziehungskrisen durchleben.
Bowen wird häufig mit Virginia Woolf verglichen, mit der sie auch befreundet war, und, nicht zuletzt wegen der detaillierten psychologischen Beschreibung ihrer Charaktere, mit Jane Austen.
Bowens Werke erscheinen derzeit in einer deutschen Neuübersetzung im Schöffling-Verlag.
1961 wurde sie zum auswärtigen Ehrenmitglied der American Academy of Arts and Letters gewählt.

## Werke (deutsche Ausgaben)
- Der dämonische Liebhaber u. a. Geschichten, Erzählungen (1947).
- Gen Norden (1948) OT To the North (1932).
- Ein Abschied (1958).
- Eine Welt der Liebe (1958) OT A World of Love (1955).
- Die ferne Stadt Kor’, Erzählungen (1985).
- Seine einzige Tochter, Roman (1986).
- Unheil, das Männer anrichten, Erzählungen (1989).
- Die kleinen Mädchen, Roman (1998), ISBN 3-458-16239-9, OT The Little Girls (1964; dt. 1965).
- Efeu kroch übers Gestein – Ausgewählte Erzählungen (1999), ISBN 3-608-95440-6.
- Erzählungen (2000), ISBN 3-7175-1960-3.
- Der letzte September, Roman (2001) ISBN 3-89561-240-5, OT  The Last September (1929).
- Das Haus in Paris, Roman (2002) ISBN 3-89561-241-3, OT The House in Paris (1935).
- Der dämonische Liebhaber – Ausgewählte Erzählungen, Neuausgabe (2002), ISBN 3-608-95096-6.
- Die Fahrt in den Norden, Roman (2003), ISBN 3-89561-242-1, OT To the North (1932).
- Kalte Herzen, Roman (2004), ISBN 3-89561-243-X, OT The Death of the Heart (1936).
- In der Hitze des Tages, Roman (2006), ISBN 3-89561-244-8, OT The Heat of the Day (1949).
- Sommernacht, Erzählungen (2007), ISBN 3-89561-245-6.